# Wałentyn Kotyk
Wałentyn Ołeksandrowycz Kotyk (ukr. Валентин Олександрович Котик, ros. Валенти́н Алекса́ндрович Ко́тик, ur. 11 lutego 1930 w Chmeliwce w rejonie szepetowskim, zm. 17 lutego 1944 w Zasławiu) – radziecki pionier, partyzant-zwiadowca, najmłodszy Bohater Związku Radzieckiego (miał 14 lat).

## Życiorys
Był narodowości ukraińskiej. Skończył 5 klas szkoły średniej w Szepetówce, należał do organizacji pionierskiej, podczas okupacji niemieckiej gromadził broń i zapasy, w 1942 kontaktował się z podziemną organizacją partyjną. W sierpniu 1943 został wywiadowcą oddziału partyzanckiego działającego w rejonie Szepetówki. W październiku 1943 znalazł podziemny kabel hitlerowskiej kwatery głównej, który wkrótce został zerwany. Brał również udział w wysadzeniu sześciu eszelonów i magazynu. 29 października 1943 zauważył, że niemiecki oddział karny przygotował obławę na partyzantów; według raportów, strzałem z pistoletu zabił oficera, czym wywołał dezorganizację w szeregach wroga i umożliwił partyzantom odparcie ataku. W walce o Zasław 16 lutego 1944 został śmiertelnie ranny i następnego dnia zmarł. Pośmiertnie został uhonorowany tytułem Bohatera Związku Radzieckiego; był najmłodszym Bohaterem Związku Radzieckiego. Jego imieniem nazwano wiele szkół, drużyn pionierskich, ulicę w Kijowie, Jekaterynburgu i Królewcu. W Moskwie i Szepetówce postawiono jego pomnik.

## Odznaczenia
- Złota Gwiazda Bohatera Związku Radzieckiego (pośmiertnie, 27 czerwca 1958)
- Order Lenina (pośmiertnie, 27 czerwca 1958)
- Order Wojny Ojczyźnianej I klasy
- Medal „Partyzantowi Wojny Ojczyźnianej” II klasy